# Natalia Karpenkova
Natalia Vladimirovna Karpenkova (russe : Наталья Владимировна Карпенкова), née le 1er février 1970, est une gymnaste trampoliniste biélorusse.

## Biographie
Natalia Karpenkova se classe 6e en trampoline individuel et 5e par équipe des Championnats du monde de trampoline 1994. 
En 1997, elle remporte la médaille de bronze continentale avec Galina Lebedeva en trampoline synchronisé.
Aux Championnats du monde de trampoline 1998, Natalia Karpenkova prend la sixième place du trampoline individuel et la deuxième place par équipe. La même année, elle est médaillée d'argent avec Lebedeva en trampoline synchronisé aux Championnats d'Europe.
Après une nouvelle médaille de bronze par équipe  et une sixième place individuelle aux Mondiaux de 1999, elle participe aux Jeux olympiques d'été de 2000 à Sydney où elle obtient la cinquième place. Natalia Karpenkova obtient deux médailles aux Championnats d'Europe de 2000, l'une en or en trampoline synchronisé avec Galina Lebedeva et l'autre en argent par équipe.
Sa dernière apparition internationale a lieu aux Championnats du monde 2001 ; elle s'arrête aux qualifications en trampoline individuel et prend la cinquième place par équipe.